# 6758 Jesseowens
6758 Jesseowens (1980 GL) là một tiểu hành tinh vành đai chính được phát hiện ngày 13 tháng 4 năm 1980 bởi A. Mrkos ở Klet.